# Le Haut Soultzbach
Le Haut Soultzbach ist eine französische Gemeinde mit 867 Einwohnern (Stand: 1. Januar 2022)  im Département Haut-Rhin in der Region Grand Est. Sie gehört zum Arrondissement Thann-Guebwiller und zum Kanton Masevaux-Niederbruck. Zudem ist die Gemeinde Teil des 2001 gegründeten Gemeindeverbands Vallée de la Doller et du Soultzbach.
Die Gemeinde entstand mit Wirkung vom 1. Januar 2016 als Commune nouvelle durch die Vereinigung der bisherigen Gemeinden Mortzwiller und Soppe-le-Haut. Das Rathaus (Mairie) der neuen Gemeinde befindet sich im Gebäude des bisherigen Rathauses von Mortzwiller.

## Geografie
Le Haut Soultzbach, am Soultzbach, liegt im Sundgau rund 23 Kilometer westlich von Mülhausen im Süden des Départements Haut-Rhin an der Grenze zum Département Territoire de Belfort. Der Regionale Naturpark Ballons des Vosges beginnt gleich westlich der Gemeindegrenze. Die Gemeinde besteht aus den Siedlungen Mortzwiller und Soppe-le-Haut.  
Nachbargemeinden sind Sentheim im Norden, Guewenheim im Nordosten, Soppe-le-Bas im Osten und Südosten, Bretten im und Eteimbes im Süden, Lachapelle-sous-Rougemont, Petitefontaine und Leval (alle drei im Département Territoire de Belfort) im Westen sowie Masevaux-Niederbruck und Lauw im Nordwesten.

## Bevölkerungsverteilung und -entwicklung
| Ortsteil              | ehemaliger INSEE-Code | Fläche (km²) | Höhenlage (m) | Einwohnerzahlen (Census) | Einwohnerzahlen (Census) | Einwohnerzahlen (Census) | Einwohnerzahlen (Census) | Einwohnerzahlen (Census) | Einwohnerzahlen (Census) | Einwohnerzahlen (Census) | Einwohnerzahlen (Census) | Einwohnerzahlen (Census) | Einwohnerzahlen (Census) | Einwohnerzahlen (Census) |
| Ortsteil              | ehemaliger INSEE-Code | Fläche (km²) | Höhenlage (m) | 1962                     | 1968                     | 1975                     | 1982                     | 1990                     | 1999                     | 2006 1                   | 2008 2                   | 2011 1                   | 2013 2                   | 2016 3                   |
| --------------------- | --------------------- | ------------ | ------------- | ------------------------ | ------------------------ | ------------------------ | ------------------------ | ------------------------ | ------------------------ | ------------------------ | ------------------------ | ------------------------ | ------------------------ | ------------------------ |
| Mortzwiller           | 68219                 | 4,23         | 340–421       | 160                      | 126                      | 134                      | 170                      | 194                      | 252                      | 303                      | 317                      | 328                      | 336                      | 355                      |
| Soppe-le-Haut         | 68314                 | 7,37         | 317–403       | 260                      | 259                      | 257                      | 336                      | 442                      | 517                      | 574                      | 567                      | 562                      | 567                      | 575                      |
| Le Haut Soultzbach000 | 68219                 | 11,60        |               | 420                      | 385                      | 391                      | 506                      | 636                      | 769                      | 877                      | 884                      | 890                      | 903                      | 930                      |

RP: Recensement de la population (Volkszählung, Census)

Die (Gesamt-)Einwohnerzahlen der Gemeinde Le Haut Soultzbach wurden durch Addition der einzelnen Ortsteile, d. h. der ehemaligen selbständigen Gemeinden ermittelt.